# Флаг Томпонского района
Флаг муниципального образования «Томпонский район» Республики Саха (Якутия) Российской Федерации — опознавательно-правовой знак, служащий официальным символом муниципального образования.
Ныне действующий флаг утверждён 25 ноября 2014 года решением районного совета № 212 и внесён в Государственный геральдический регистр Российской Федерации с присвоением регистрационного номера 10798.

## Описание
«Прямоугольное полотнище с отношением ширины к длине 2:3, воспроизводящее композицию герба муниципального образования „Томпонский район“ в синем, зелёном, белом и жёлтом цветах».
Геральдическое описание гласит: «В лазоревом поле зелёная гора о трёх серебряных вершинах, между которыми — две других серебряных вершины, обременённая серебряным идущим северным оленем с золотыми рогами, чёрными глазами и ноздрями, отделённая тонким волнистым серебряным поясом и сопровождённая в оконечности двумя такими же поясами. Во главе семь серебряных дугообразно расположенных якутских алмазов (фигуры в виде поставленных на угол квадратов, каждый из которых расторгнут на шесть частей: накрест и наподобие двух сходящихся по сторонам стропил)».

## Символика
В центре флага на фоне гор изображён золоторогий, белый олень из местной легенды, приносящий удачу, благополучие.
Горы символизируют собой географические особенности района: Верхоянские хребты, которые занимают большинство территории района, и условный знак того, что район богат полезными ископаемыми (каменный уголь, золото, серебро, олово).
Три волнистых линии на голубом фоне — знак трёх рек (Алдан, Амга, Томпо).

## Первый флаг
Первый флаг утверждён постановлением муниципального совета от 25 июля 2003 года на основании Распоряжения Президента Республики Саха (Якутия) «Об основных нормах составления символики муниципальных образований улусов (районов), г. Якутска и других городов Республики Саха (Якутия) на основе федеральных общегеральдических правил» и Положения «О порядке утверждения символики». Описание флага гласило:
«Флаг представляет собой прямоугольное полотнище, состоящее из четырёх разноцветных горизонтальных полос: синий — 3/4 ширины, светло зелёная — 1/8 ширины, белая — 1/16, голубая — 1/16. На середине синей полосы условный знак в виде белых пиков гор».

## См. также

Флаги муниципальных образований Томпонского района
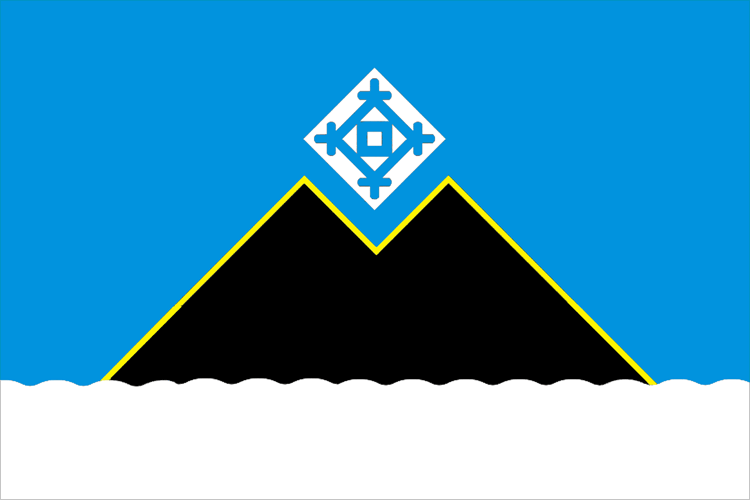
Флаг МО «Посёлок Джебарики-Хая»
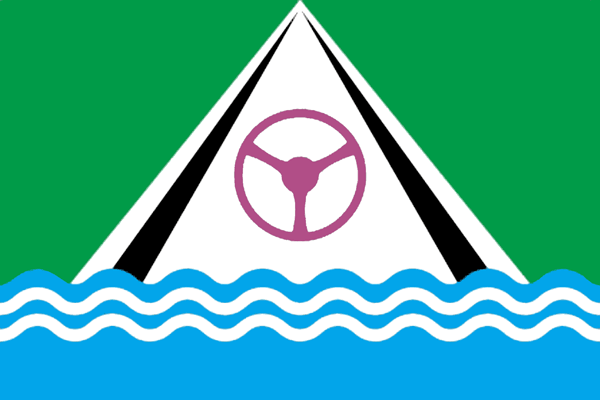
Флаг МО «Посёлок Хандыга»
Флаг МО «Баягантайский наслег»
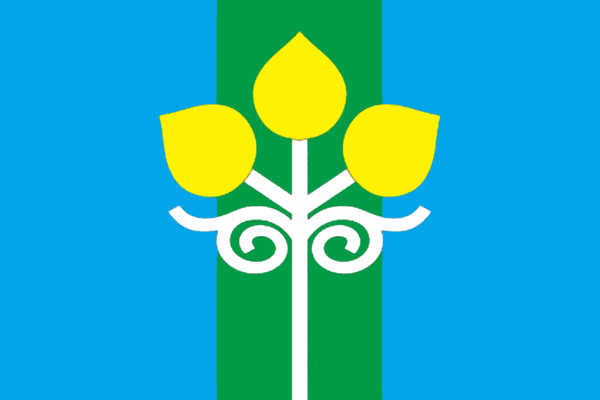
Флаг] МО «Мегино-Алданский наслег»
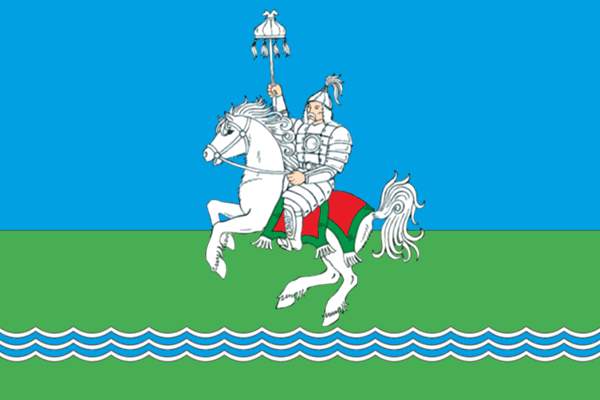
Флаг МО «Сасыльский наслег»
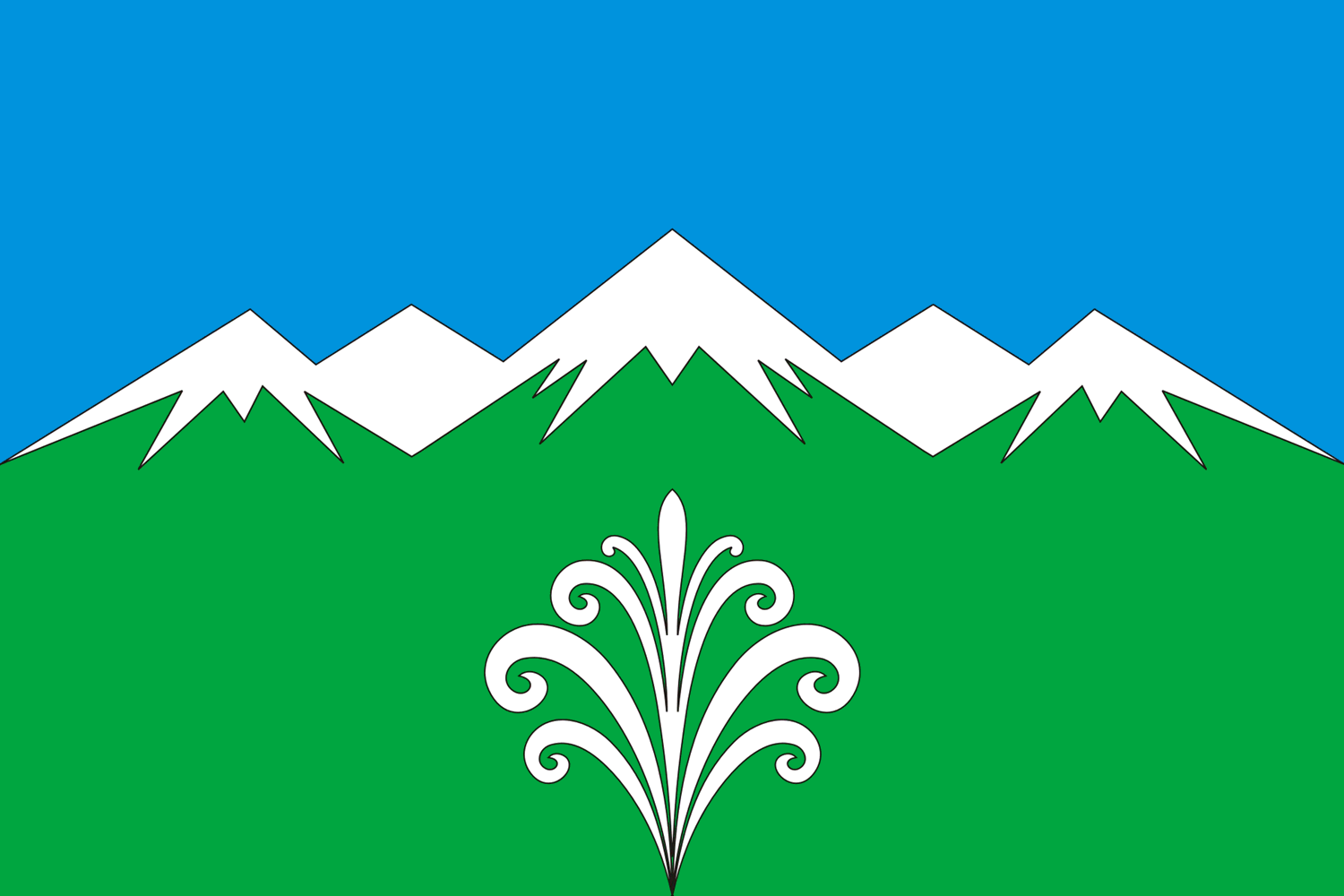
Флаг МО «Теплоключевский наслег»